# Dolichopus virgultorum
Dolichopus virgultorum är en tvåvingeart som beskrevs av Alexander Henry Haliday 1851. Dolichopus virgultorum ingår i släktet Dolichopus och familjen styltflugor. Arten är reproducerande i Sverige. Inga underarter finns listade i Catalogue of Life.